# Hadena barrettii
Hadena barrettii är en fjärilsart som beskrevs av Doubleday 1864. Hadena barrettii ingår i släktet Hadena och familjen nattflyn. Inga underarter finns listade i Catalogue of Life.